# Dicranomyia basiseta
Dicranomyia basiseta là một loài ruồi trong họ Limoniidae. Chúng phân bố ở miền Cổ bắc.